# جيري لوكاس
جيري لوكاس (بالإنجليزية: Jerry Lucas) مواليد 30 مارس 1940 في ميدلتاون، هو لاعب كرة سلة أمريكي سابق بدأ مسيرته الاحترافية في سنة 1962. يبلغ طوله 6 قدم 8 بوصة (2.0 م). مثّل منتخب بلاده. شارك في مسابقة كرة السلة في الألعاب الأولمبية الصيفية. اعتزل اللعب في 1974.

## فرق لعب لها
- سكرامنتو كينغز
- غولدن ستايت ووريورز
- نيويورك نيكس

## الميداليات
| الميدالية | المسابقة                       |
| --------- | ------------------------------ |
| ذهبية     | الألعاب الأولمبية الصيفية 1960 |

## روابط خارجية
- جيري لوكاس على موقع IMDb (الإنجليزية)
- جيري لوكاس على موقع الموسوعة البريطانية (الإنجليزية)
- جيري لوكاس على موقع إن إن دي بي (الإنجليزية)
- جيري لوكاس على موقع الاتحاد الدولي لكرة السلة (الإنجليزية)
- جيري لوكاس على موقع إن بي أي (الإنجليزية)
- جيري لوكاس على موقع سبورتس رفرنس (الإنجليزية)
- جيري لوكاس على موقع كلية كرة السلة في سبورتس رفرنس.كوم (الإنجليزية)
- جيري لوكاس على موقع ريلجم (الإنجليزية)
- جيري لوكاس على موقع بروبوليرز (الإنجليزية)
- جيري لوكاس على موقع قاعة المشاهير الجامعة الوطنية لكرة السلة (الإنجليزية)
- جيري لوكاس على موقع سبورتس رفرنس (الإنجليزية)
- جيري لوكاس على موقع أوليمبيديا (الإنجليزية)